# Voogdij Grandson

Wapen van de Vogdij Grandson in de Oude Eedgenootschap

De Voogdij Grandson' was een condominium van de kantons  Bern en Fribourg binnen het Oude Eedgenootschap die bestond van 1475 tot 1798.

## Geschiedenis
De voogdij Grandson ontstond naar aanleiding van een grensconflict en
op 25 oktober 1474 verklaarden de hertog van de stad Bern en de Bourgondische hertog Karel de Stoute de oorlog aan elkaar. Om de passen in de Bernse Jura tegen de Bourgondiërs te beschermen, veroverden de Bern grote delen van het kanton Vaud en daarna bestormden ze de burcht Grandson. Deze burcht werd  door Karel de Stoute met zijn Bourgondische troepen binnengevallen waarna het gebied van het kanton Vaud weer terug werd veroverd. De stad Grandson diende hem als gevolg van de verovering van het omliggende gebied. Op 2 maart 1476 kwam het tot een beslissende slag, dia als de Slag bij Grandson de geschiedenisboeken in is gegaan, die in een veld bij Concise plaatsvond. Het Oude Eedgenootschap vergaarden de hertogdommen van Karel de Stoute omdat de Bourgondische legers op de vlucht sloegen. De burcht Grandson kwam hierdoor bij het Oude Eedgenootschap.
De heerlijkheid Grandson kwam na de slag bij Grandson bij het Zwitserse Eedgenootschap. Het gebied van Montagny-près-Yverdon werd onderdeel van de voogdij Grandson. De voogdij omvatte voor de rest het gebied van Grandson met uitzondering van de gebieden van Sainte-Croix en Bullet, maar inclusief  Montagny, Villars-sous-Champvent, Essert-sous-Champvent, Chamblon en de exkclave Yvonand aan de andere kant van het meer De voogdij werd bestuurd vanuit de kantons Bern en Fribourg. De kantons Bern en Fribourg bestuurden de voogdij beurtelings vijf jaar, maar geen enkele voogd hield de volledige ambtsperiode stand. In 1554 werd de Reformatie in het voogdij doorgevoerd waarna de priorijen Priorat Saint-Jean en het  klooster van de Fraunciskanen geseculariseerd werd en onder wereldlijke heersers kwam.
Het gebied van de voogdij Grandson hoorde na de Franse Revolutie bij het kanton Léman van de Helvetische Republiek. Na de Mediationsakte werd het gebied onderdeel van het kanton Vaud.